# Metropolitan Division
La Metropolitan Division della National Hockey League venne formata nel 2013 come parte della Eastern Conference in una riorganizzazione della lega. Rispetto alla stagione precedente vennero abbandonate le division Northeast e Southeast, tuttavia la maggior parte delle squadre incluse proviene dalla Atlantic Division.

## Squadre attuali
- Carolina Hurricanes
- Columbus Blue Jackets
- New Jersey Devils
- New York Islanders
- New York Rangers
- Philadelphia Flyers
- Pittsburgh Penguins
- Washington Capitals

## Campioni di Division
- 2013-14 -  Pittsburgh Penguins (51-24-7, 109 pt.)
- 2014-15 -  New York Rangers (53-22-7, 113 pt.)
- 2015-16 -  Washington Capitals (56-18-8, 120 pt.)
- 2016-17 -  Washington Capitals (55-19-8, 118 pt.)
- 2017-18 -  Washington Capitals (49-26-7, 105 pt.)

## Vincitori della Stanley Cup prodotti
- 2015-16 -  Pittsburgh Penguins
- 2016-17 -  Pittsburgh Penguins
- 2017-18 -  Washington Capitals

## Vincitori della Presidents' Trophy prodotti
- 2014-15 -  New York Rangers
- 2015-16 -  Washington Capitals
- 2016-17 -  Washington Capitals

## Vittorie di Division per squadra
| Squadra             | Titoli vinti | Ultima vittoria |
| ------------------- | ------------ | --------------- |
| Washington Capitals | 3            | 2018            |
| New York Rangers    | 1            | 2015            |
| Pittsburgh Penguins | 1            | 2014            |